# آلان موريل
آلان موريل (بالفرنسية: Alain Morel )‏ (و. 1989) هو ممثل، وممثل أفلام، من فرنسا، ولد في برلين الشرقية.

## وصلات خارجية
- آلان موريل على موقع IMDb (الإنجليزية)
- آلان موريل على موقع ألو سيني (الفرنسية)
- آلان موريل على موقع أول موفي (الإنجليزية)
- آلان موريل على موقع قاعدة بيانات الفيلم (الإنجليزية)
- آلان موريل على موقع كينوبويسك (الروسية)